# Jana Čipáková
Jana Čipáková (rozená Bilavčíková, * 16. dubna 1941 Brno) je česká žurnalistka a publicistka, působící rovněž jako folklórní konferenciérka.

## Život

### Raná léta
Narodila se v Brně 16. dubna 1941 v rodině divadelních ochotníků. Vystudovala nejprve Vyšší pedagogickou školu v Brně, později dálkově pokračovala studiem češtiny a dějin výtvarného umění na Filozofické fakultě Masarykovy univerzity.
První dva roky své profesní kariéry vyučovala na vesnické základní škole ve Velkých Němčicích. Další dva roky autorsky i produkčně připravovala programy pro děti v Parku kultury a oddechu v Brně, hledala však práci, která by ji více naplňovala. V roce 1965 se stala redaktorkou městského rozhlasu po drátě. Jednalo se o malé studio patřící městu Brnu, ale řízené Československým rozhlasem. Coby redaktorka i hlasatelka v jedné osobě zajišťovala tři dvacetiminutové vstupy denně ve formě nejrůznějších zpráv o dění v Brně, rozhovorů s hosty i posluchačských soutěží.

### Rok 1968 a normalizace
Při invazi vojsk Varšavské smlouvy 21. srpna 1968 se na výzvu ředitele rozhlasu ujala spolu s kolegou technikem podzemního vysílání, které díky technologii rozhlasu po drátě nešlo snadno zaměřit a vypnout. Ze sklepního studia pod brněnskou Novou radnicí vysílali nepřetržitě celkem sedm dní a svobodně informovali o dění ve městě. Podporoval ji i manžel, pracující tehdy na letišti, zatímco babička hlídala její malou dceru. Vysílání ukončili po projevu prezidenta Ludvíka Svobody s výzvou k ukončení odporu.
Čipáková pak působila v rozhlase ještě další dva roky. Vedení brněnského rozhlasu tehdy omezilo vysílání jen na dva vstupy týdně a hlasatelku postupně odstavovalo od práce. Na začátku tzv. normalizace, po prověrkách v roce 1970, byla z práce propuštěna. O zaměstnání přišel i její manžel a dcera se nemohla dostat ke studiu. Čipáková hledala nové pracovní uplatnění, neúspěšně usilovala o 26 pracovních míst. Zprvu prodávala knihy v knihkupectví v České ulici, poté pracovala jako administrativní síla na Ústředí lidové umělecké výroby a nakonec nastoupila do Moravské galerie, kde začínala jako hlídačka a postupně se vypracovala až na správkyni depozitáře. Vytrvala zde pracovat 18 let.

### Rehabilitace po roce 1989
Po tzv. sametové revoluci roku 1989 se Čipáková dočkala rehabilitace a vrátila se k mikrofonu do Rozhlasového studia města Brna. Pořady s aktuální brněnskou tematikou v něm připravovala až do roku 2002, kdy bylo vysílání po drátě definitivně zastaveno. Vrátila se také do Syndikátu novinářů České republiky a aktivně se věnovala působení v jeho jihomoravské regionální radě, začala mimo jiné vést klub novinářů-seniorů, organizovat přednášky osobností či zájezdy. Spolu s Vlastou Svobodovou založila v roce 2001 PressCentrum Brno. Věnovala se také publikační činnosti, mimo jiné zpracovala medailonky 205 méně známých významných brněnských osobností.
V lednu 2024 obdržela Cenu města Brna za rok 2023 jako „vyjádření úcty a respektu k její celoživotní práci ve prospěch poctivé žurnalistiky“.

### Folklór
Vedle své profese či hlavní pracovní činnosti Čipáková celoživotně pěstovala také svůj zájem o lidový folklór. Začala s tím už v šestnácti letech jako tanečnice a zpěvačka ve Valašském krúžku, o několik let později se začala věnovat konferování folklórních pořadů a vydržela u toho více než 40 let. Tvořila průvodní texty a libreta k festivalům, přičemž vycházela ze znalostí o lidovém umění obecně i z vědomostí ze svého studia dějin výtvarného umění, využívala poznatky o regionu, zvyklostech a projevech, na které se folklórní soubor zaměřil. Cestovala se soubory také do zahraničí, např. na Ukrajinu, do Polska, Maďarska, Belgie či Nizozemska, přičemž se snažila moderovat zpaměti v jazyce cílové země. Vystupovala takto s Brněnskými gajdoši, moderovala také vánoční pořady brněnského Valášku nebo pořady v Krumvíři či ve Strážnici, od počátku v roce 1975 připravovala 35 ročníků národopisné přehlídky Brněnsko tančí, uváděla slavnostní premiéry brněnských souborů Poľana, Slovácký krúžek či Hanácký dětský soubor.